# Opritz
Oberopritz und Niederopritz sind zwei Wüstungen auf der Flur des Ortsteiles Stein der Stadt Hartenstein im Landkreis Zwickau, Sachsen. 

## Geographische Lage
Die Wüstung Mark Niederopritz liegt am linken Ufer der Zwickauer Mulde zwischen Langenbach,  Wildbach und Stein. Oberhalb von Niederopritz befand sich der Ort Oberopritz, an dem später die zur Burg Stein gehörende Schäferei stand.

## Geschichte
Über die beiden Orte ist wenig bekannt. Vermutlich wurden sie während der Hussitenkriege zerstört. 